# 1925年緬甸議會選舉
英屬緬甸在1925年11月17日舉行立法會選舉。根據二元憲制文件的條款，緬甸立法會是英屬緬甸政府的諮詢機構，從立法會議員當中委任的部長擁有直接主管教育、地方行政、公共衛生和農林等政策範疇的權力。在選舉中得票最多的是民族黨，不過該黨卻因為英國當局屬意獨立黨組閣而無法籌組政府，最終獨立黨組建了一個以約·奧·貌基（J. A. Maung Gyi）為首的政府。

## 選舉制度
緬甸立法會設有103個議席，其中80席是經選舉產生的，當中包括藉由普通選民投票產生的「非團體」議席，以及24個預留給少數族裔（印裔緬甸人八席、克伦族五席、歐裔人士和英裔印度人各一席）、工商業團體（緬甸商會兩席，中華商會、印度商會和仰光商會各一席）和仰光大学（一席）的「團體」議席。此外，立法會還有21名由總督委任的議員（兼任政府官員的委任議員人數上限為21人）和兩名由行政會議成員擔任的官守議員。

## 竞选活动
印度自治黨在緬甸的分支——以吳多基（U Toke Kyi）為首的斯瓦腊季党在這次選舉中派出了20名候選人。独立党派出了85名候選人，而民族党則派出了49名候選人。貢魯爾黨也參加了這場選舉，他們誓言會拒絕接受任何受薪的官職。

## 選舉結果
本次選舉的投票率只有16%，不過這已經高於1922年立法會選舉的投票率（6.9%）。投票率上升的原因是：一、成為民選議員的政治人物在任期內成功修訂一些有爭議的法例的事蹟，二、當地政黨數目的增加。斯瓦腊季党在選舉中的表現很差，連吳多基也在自己參選的選區落敗。
| 民族党                            | 25  |
| 独立党                            | 20  |
| 贡鲁尔党                          | 11  |
| 斯瓦腊季党                        | 9   |
| 其他政黨                          | 15  |
| 委任議員                          | 21  |
| 官守議員                          | 2   |
| 總計                              | 103 |
| 來源：Fukui（1985），第106－154頁 |     |